# Rogelio Salmona
Rogelio Salmona (Parijs, 28 april 1929 - Bogota, 3 oktober 2007) was een van de meest vooraanstaande architecten van Colombia. Tot zijn belangrijkste werken worden onder andere het cultureel centrum van Quimbaya in Armenia (1983-1986) en de openbare bibliotheek Virgilio Barco in Bogota (1999-2001) gerekend.
Hij stond bekend om het gebruik van rode stenen als bouwmateriaal en het gebruik van natuurlijke vormen in zijn ontwerpen met bijvoorbeeld spiralen, stralen en curven. Hij was invloedrijk in de Colombiaanse architectuur en werd bekroond met meerdere belangrijke prijzen uit binnen- en buitenland.

## Levensloop
Salmona is van Sefardisch-Occitaanse afkomst en werd geboren in Parijs als zoon van een Spaanse vader en Franse moeder. Al op jonge leeftijd ging hij naar de hoofdstad van Colombia, Bogota. Op latere leeftijd nam hij de Colombiaanse nationaliteit aan.
Hier studeerde hij aan het Franse lyceum Louis Pasteur. Vervolgens studeerde hij architectuur aan de Nationale Universiteit van Colombia; de studie stond op dat moment onder leiding van de Duitse en Italiaanse architecten Leopoldo Rother en Bruno Violi. In 1948 onderbrak hij zijn studie tijdens de grootschalige politieke rellen van El Bogotazo en keerde hij enkele jaren terug naar Parijs.
Hij had de vermaarde architect Le Corbusier leren kennen toen die Colombia bezocht in 1947. Op diens uitnodiging kwam hij naar zijn atelier in Parijs en werkte hij aan het project in Chandigarh in Indiaas Punjab, de Unité d'Habitation in Marseille, het project in Notre Dame du Haut en het pilotplan in Bogota.
Daarna studeerde hij aan de École pratique des hautes études bij Pierre Francastel sociologie van de kunst en ontwikkelde hij een kritische visie op moderne architectuur. Verder bracht hij een bezoek aan Spanje, waar hij de islamitische architectuur ontdekte. Vooral de stenenbouw van Granada bleven steeds weer van invloed in zijn ontwerpen.
Rond zijn dertigste keerde hij terug naar Bogota. Hier studeerde hij in 1962 af in architectuur aan de Universidad de los Andes in Bogota. Zijn verdere leven bleef hij werkzaam in projecten in Colombia.

## Werk (selectie)

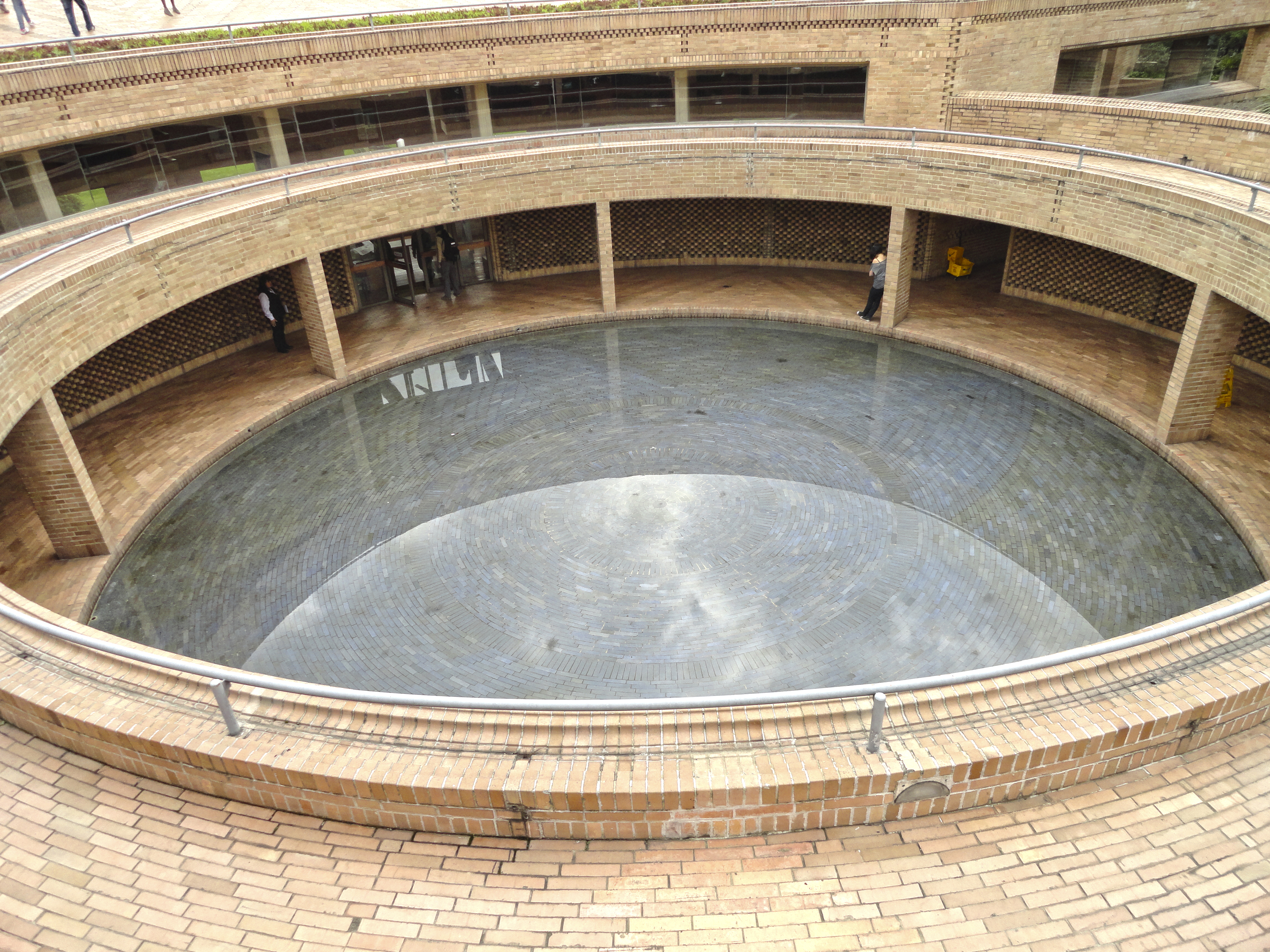
Schoolgebouw van de faculteit van menswetenschappen van de Nationale Universiteit van Bogota
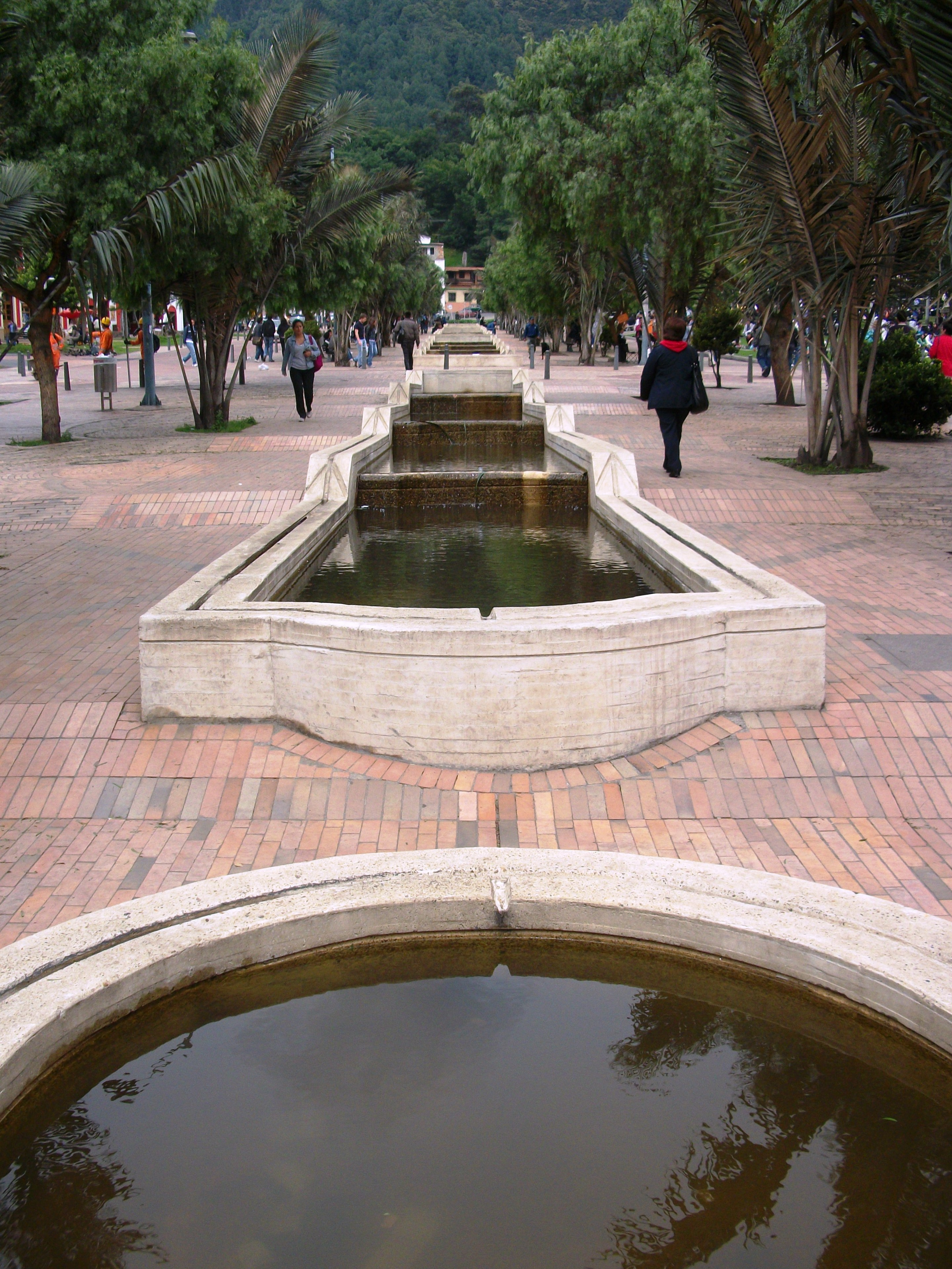
De milieu-as langs de Avenida Jiménez in Bogota
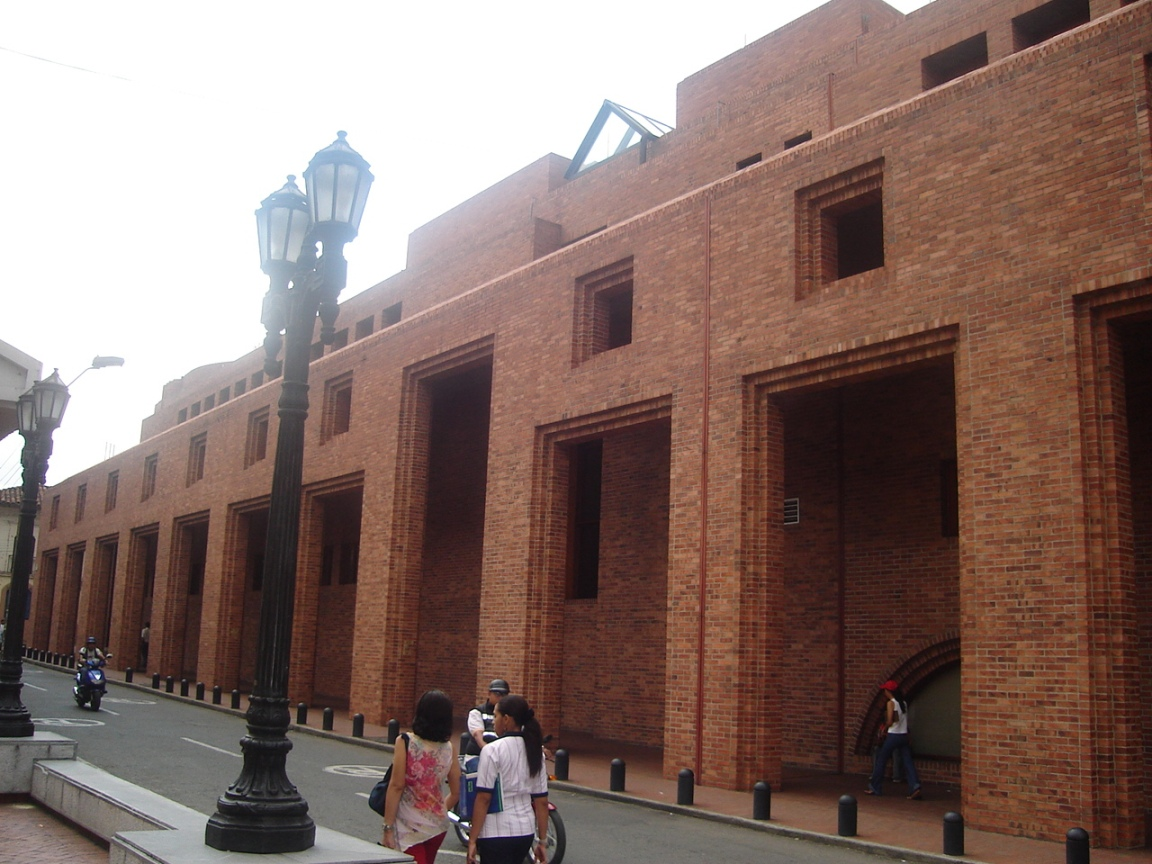
Het gebouw van Fundación Estudios Superiores in Cali
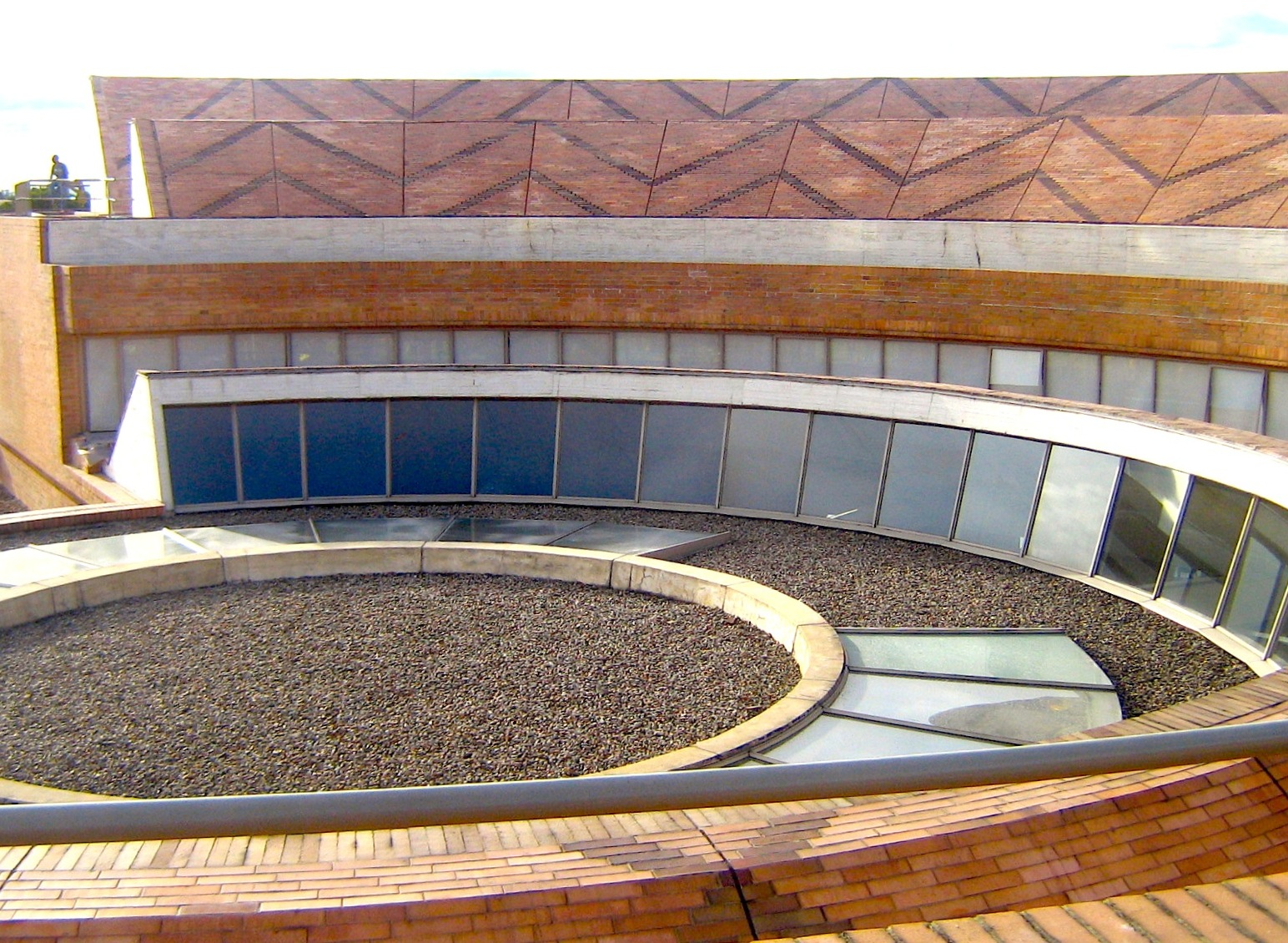
Openbare bibliotheek Virgilio Barco in Bogota
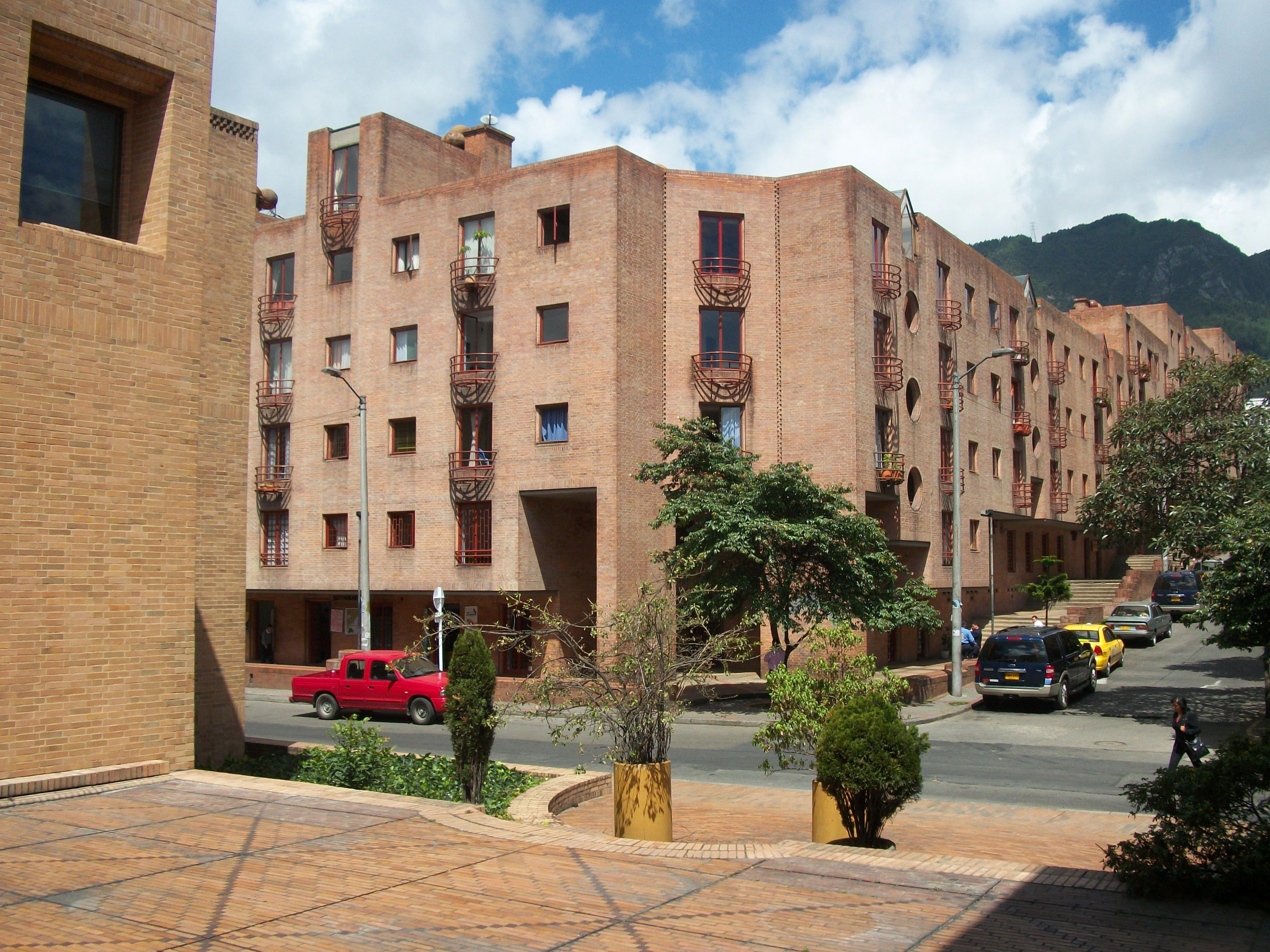
Huizencomplex Nueva Santa Fe in Bogota
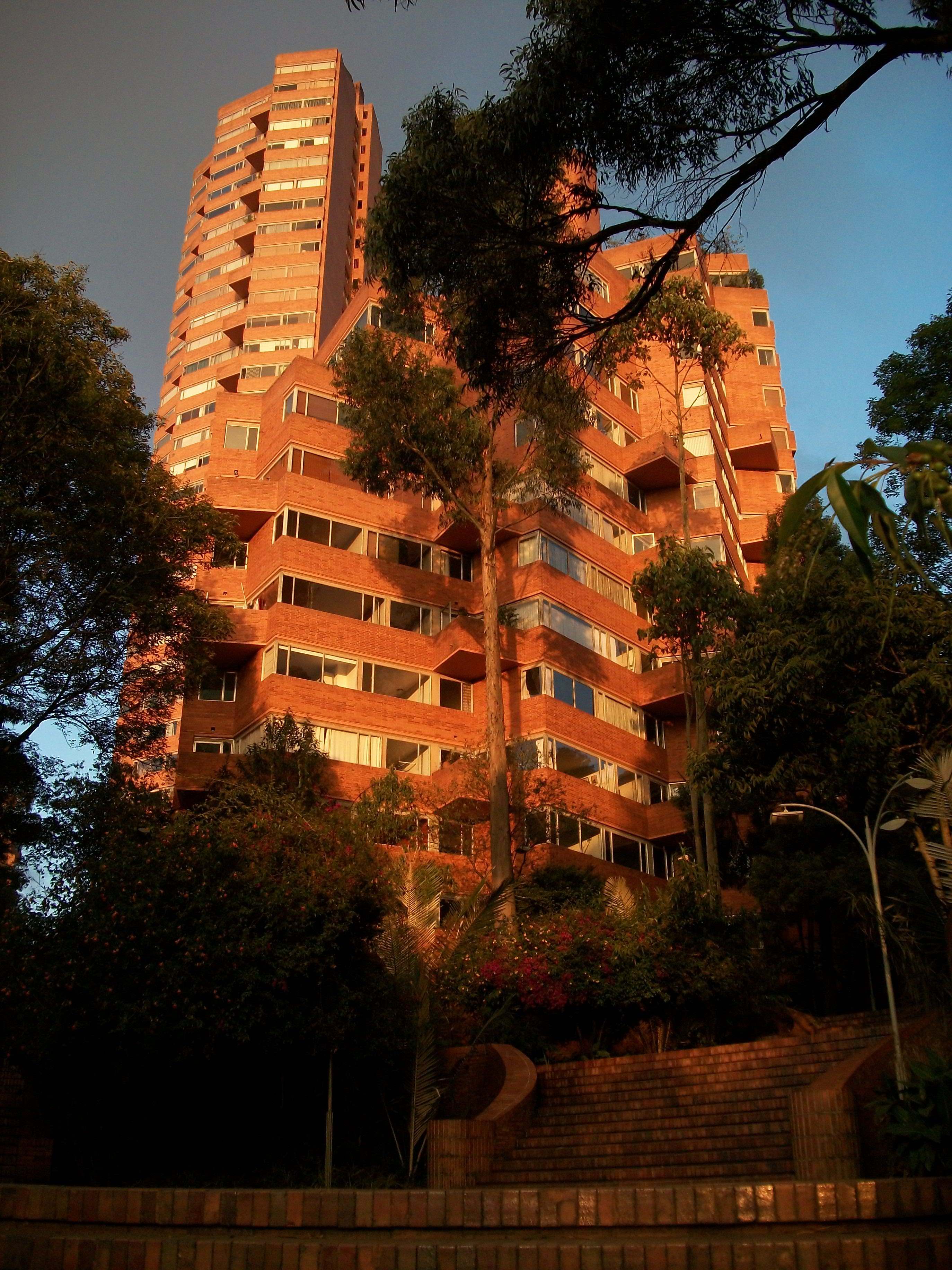
Torres del Parque
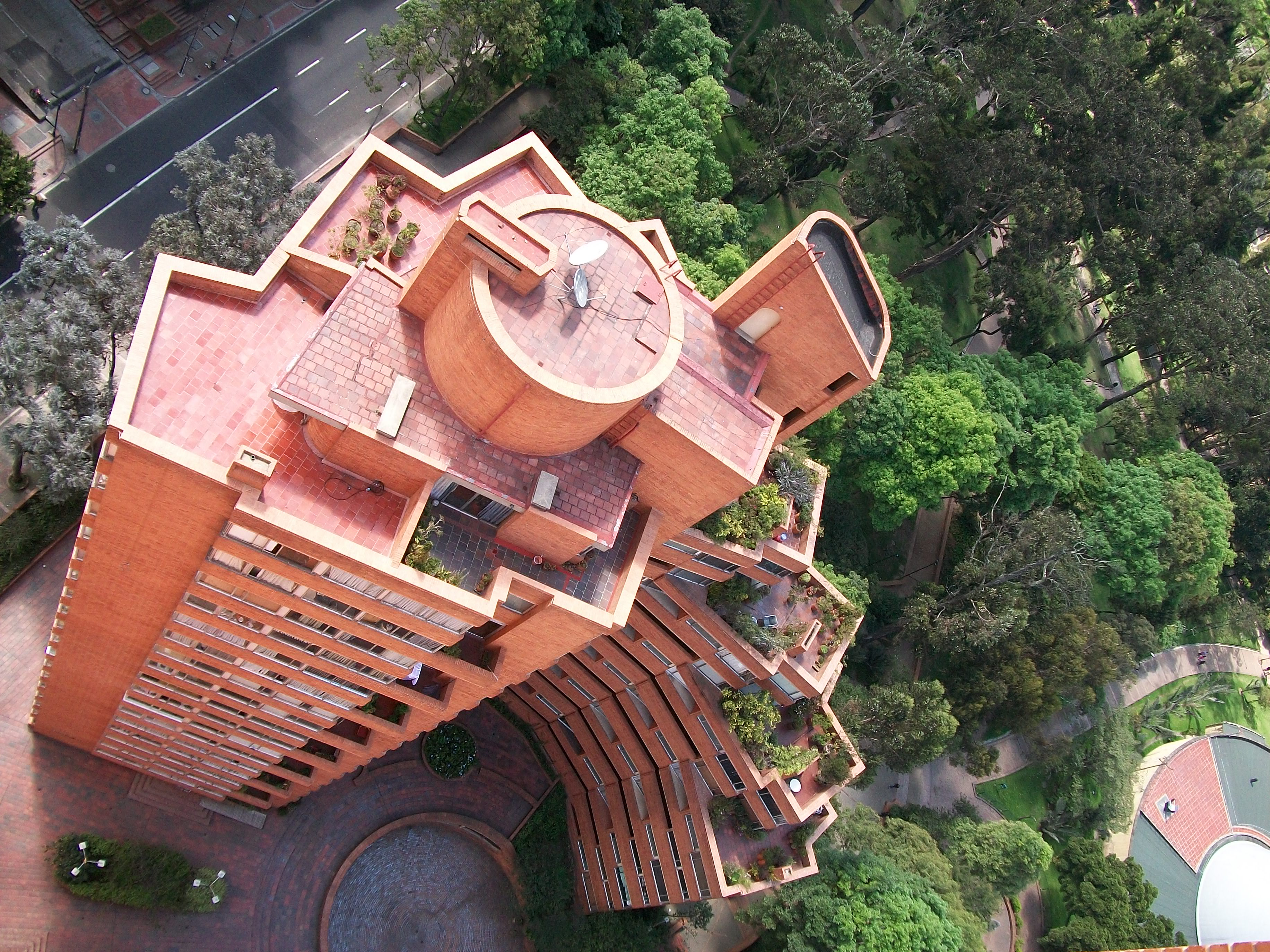
Een van de drie Torres del Parque in Bogota

## Erkenning
- 1977: Colombiaanse nationale architectuurprijs
- 1986: Colombiaanse nationale architectuurprijs
- 1988: Colombiaanse nationale architectuurprijs
- 1990: Colombiaanse nationale architectuurprijs
- 1998: Prins Claus Prijs
- 1999: Architect of the Americas Award, Panamerican Federation of Architect Associations
- 2000: Premio a la Trayectoria Profesional en Arquitectura, Ibero-Amerikaanse Biënale van Architectuur en Techniek
- 2003: Alvar Aalto-medaille, Finse Associatie van Architecten
- 2004: Manuel Tolsá-medaille van de Nationale Autonome Universiteit van Mexico
- 2006: Erelidmaatschap van het American Institute of Architects
- 2006: Orde van Boyacá
- 2007: Lápiz de Acero